# Von-Neumann-Sonde
Die Von-Neumann-Sonde ist ein hypothetisches Konzept für selbstreplizierende Raumschiffe, das auf der Idee der selbstreproduzierenden Automaten des Mathematikers John von Neumann beruht. Es wird in der Science-Fiction verwendet und war Gegenstand spekulativer Betrachtungen über außerirdische Zivilisationen.

## Geschichte
Der Grund für die Namensgebung ist der Titel des Buches Theory of Self-Reproducing Automata von John von Neumann und Arthur W. Burks, wobei von Neumann selbst nicht die Nutzung solcher Automaten in der Weltraumforschung vorschlug. Eine Von-Neumann-Sonde zeichnet sich dadurch aus, dass sie ohne Eingriff eines Menschen eine exakte Kopie ihrer selbst herstellen kann, welche ihrerseits wiederum in der Lage ist, sich exakt zu kopieren. Es handelt sich also um eine Art „Maschinen-Einzeller“. Nach diesem Szenario wird eine einzige Von-Neumann-Sonde zum nächsten Sonnensystem gestartet, wo sie mindestens zwei Kopien ihrer selbst erstellt, die weiter in das All vordringen.

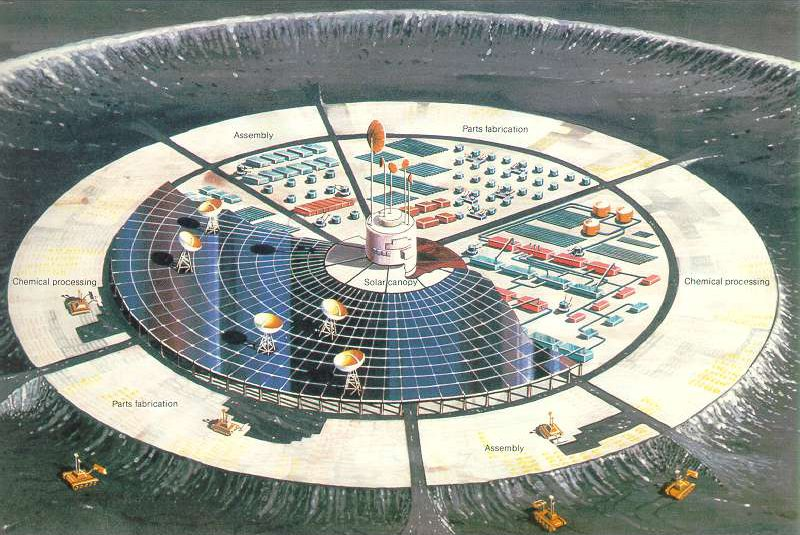
Künstlerische Darstellung einer lunaren Automatenfabrik

Der amerikanische Physiker Robert A. Freitas Jr. veröffentlichte im Jahre 1980 eine Studie mit dem Titel A Self-Reproducing Interstellar Probe. Er untersucht darin ein Szenario, bei dem eine Raumsonde eine „SEED“ (engl. Saat) genannte Apparatur in ein anderes Sonnensystem bringt. Hier errichtet SEED auf einem kleinen Mond einen „FACTORY“ genannten Fabrikkomplex, der dann eine neue SEED-Apparatur und das Antriebssystem hierfür fertigt.

## Von-Neumann-Sonden und das Fermi-Paradoxon
Frank J. Tipler verwendete 1981 die hypothetischen Sonden für seine Argumentation gegen die Existenz außerirdischer Zivilisationen: Gäbe es solche Zivilisationen, so hätten sie sich bei dem bekannten, hohen Alter des Universums bereits mittels selbstreplizierender Sonden überall hin ausbreiten können (Tiplers Neuformulierung des Fermi-Paradoxons). Carl Sagan und William Newman hielten dagegen, dass intelligente Zivilisationen vom Bau der Von-Neumann-Sonden Abstand nehmen müssten, um zu verhindern, dass diese Sonden unkontrolliert alle verfügbaren Ressourcen verbrauchten. Freitas ist der Ansicht, dass die von Tipler und insbesondere Sagan angenommene Reproduktionsgeschwindigkeit der Sonden weit übertrieben ist und ihre Schlussfolgerungen unter realistischen Bedingungen nicht gezogen werden könnten. Dagegen spricht aber: Auch wenn sich eine Von-Neumann-Sonde nur alle 100 Jahre verdoppeln könnte, könnten in 10.000 Jahren 2100 = 1,268·1030 Von-Neumann-Sonden entstehen. Außerdem ist es unwahrscheinlich, dass alle Individuen aller Zivilisationen ständig vorsichtig und wohlwollend sind.
Im Sonnensystem, welchem die Erde angehört, könnten Stand heute viele außerirdische Von-Neumann-Sonden unentdeckt – und zurzeit für die bestehende Technologie auf der Erde unentdeckbar – existieren.

## Von-Neumann-Sonden in der Fiktion
In der Science-Fiction-Serie Stargate findet sich eine leicht abgewandelte Version dieser Theorie, die Replikatoren. Weiterhin behandeln das Buch Ich bin viele von Dennis E. Taylor und seine Fortsetzungen die Thematik der Erforschung des Weltraums mittels Von-Neumann-Sonden aus der Sicht der Sonden selbst. Im Roman Herr aller Dinge von Andreas Eschbach findet man sie ebenfalls. Der 20. Band der "Storm"-Comic-Reihe (Splitter-Verlag, 1. Auflage 07/2011, ISBN 978-3-940864-70-3) hat den Titel "Die von Neumann-Maschine": Darin wird von Neumann als der Schöpfer einer surrealen Welt, auf der die Helden ausgesetzt sind, bezeichnet, der den ersten Kokon erbaut habe von einer Vielzahl weiterer.